# Edgar Willems
Edgar Willems   (Lanaken, 13 d'octubre de 1890 - Ginebra, 18 de juny de 1978) va ser un pedagog musical que va percebre la importància de l’educació musical infantil i va crear un mètode propi, conegut com a mètode Willems.

## Biografia
Edgar Willems va néixer a Lanaken, Bèlgica. Va començar a estudiar música de manera autodidacta, i més tard va iniciar els seus estudis al conservatori de Ginebra, on després va treballar. El seu professor principal va ser Émile Jaques-Dalcroze, però també va treballar amb el músic Thérèse Soravia, especialista en orgue; i amb William Montillet, especialista en harmonia.
L’any 1934 publicà els primers treballs i va començar a fer conferències, i això va fer que al 1956 es fessin els primers cursos d’iniciació amb el seu mètode, amb nens de 5 a 7 anys. També va ser l’inventor de diversos aparells auditius: l’audicultor, el sonòmetre i l’audiòmetre. L’any 1949 va fundar l’editorial Pro Música en Fribourg, i allà va publicar els seus llibres i tota la seva obra. La seva activitat com a professor va seguir fins l’any 1971, que es va retirar de la docència. Willems va dedicar tota la seva vida a desenvolupar un mètode natural d’aprenentatge de la música, basat en les lleis d’aprenentatge de la llengua materna, ja que considerava que els dos processos es desenvolupen de la mateixa manera. Per crear aquest mètode va tenir molt en compte la psicologia infantil per entendre l’evolució natural del procés d’ensenyament-aprenentatge en els nens.
Willems va morir a Suïssa l’any 1978.

## El seu pensament sobre l’ensenyament musical
Edgar Willems pensava que els nens han de començar a estudiar música abans de tocar un instrument, i creia que la música no hauria de ser només un element de joc i per disfrutar, sinó que aspira a ser un element cultural. Al llibre La preparación musical de los más pequeños explica que el voler tocar un instrument és una necessitat que tenen els pares de l’alumne de tenir resultats immediats, però ell proposa fer una preparació que consisteix en cantar cançons per desenvolupar l’instint rítmic i l’oïda a partir dels 4-5 anys.
En aquest mateix llibre es queixa sobre els nous mètodes d’aprenentatge musical, mancats de bases tècniques i artístiques, i en els quals es juga amb els dos extrems però no s'aprofundeix en cap dels dos sentits.
Un dels principis de la seva pedagogia és que la música és un llenguatge que s'ha d’aprendre seguint el mateix patró que el de la llengua materna, imitant i repetint, després construint frases i, finalment, llegint i escrivint.

### Els objectius de la seva pedagogia
- Aconseguir que els nens estimin la música i entrin en contacte amb ella de manera divertida.
- Buscar el desenvolupament de la persona a nivell afectiu, sensorial i mental, considerant que l’oïda humana té aquestes tres qualitats i estan relacionades entre sí.
- Oferir la possibilitat d’aprendre música a tots els nens.
- Utilitzar el joc per descobrir diferents ritmes.
- Donar més importància al valor psicològic i afectiu de la música que a la perfecció formal.
- Participació activa dels infants, de concret a abstracte.[7]
- Dotar l’educació musical d’arrels profundament humanes.
- Establir les bases de l’art musical.
- Afavorir, mitjançant la música, el ple desenvolupament de l’infant.[6]

## L'Educació Willems
L'Educació Willems es basa en la relació psicològica entre la música, l'ésser humà i el món que ens envolta. Es considera que la música és una expressió fonamental de la naturalesa humana, i per això, l'Educació Willems treballa per establir una relació profunda entre els elements fonamentals de la música i els de la naturalesa humana.
El procés d'aprenentatge es realitza com el d'una llengua materna, impregnant-se de la llengua dels seus pares que més tard imita i repeteix. Es parteix del ritme amb el cos, la melodia amb la sensibilitat, l’harmonia amb la intel·ligència, la improvisació amb la capacitat creadora i artística de l’home. Així, es realitza una educació musical activa que utilitza la receptivitat, la impregnació i la reproducció, així com la improvisació i la invenció com a elements principals d'expressió.
El mètode d’Edgar Willems té una seqüència de 4 graus:
1. Primer grau: revelar-descobrir-viure-sembrar. Prima la vivència i els aspectes concrets, la revelació de fenòmens musicals, la participació activa i les iniciatives.
2. Segon grau: associació del so amb els grafismes. És una prolongació del primer grau: alguns fenòmens musicals auditius i rítmics es transcriuen gràficament.
3. Tercer grau: ordenació dels elements (notes, intervals…): organització de tots els fenòmens viscuts, realitzant el pas de concret a abstracte.
4. Quart grau: solfeig actiu, cant coral i estudi de l’instrument.[2] A més de la lectura i l’escriptura rítmica, melòdica i harmònica, la improvisació sempre està present.[6]

Tanmateix, divideix la preparació musical dels infants en tres etapes: 
1. Abans dels 3 anys, en família.: despertar sensacions auditives.
2. Entre 3-5 anys o 4-6 anys en classes individuals o en petits grups de 4 o 5 infants: donant molta importància al cant i al moviment corporal.
3. Entre 5-7 anys o 6-8 anys en escoles de música o cursos particulars: amb instruments fàcils d’utilitzar (flauta dolça, tambor, xilòfon).[5]

### Com s'organitzen les sessions?
La classe comença amb audició, ja que és el moment que els nens estan més receptius. Les activitats comporten una concentració considerable, pensant en el seu desenvolupament psicològic. Seguidament es treballa amb el ritme, donant-li importància al moviment corporal. D’aquesta manera, es desenvolupa l’atenció i la concentració dels moviments coordinats. En tercer lloc i com a centre de la classe, es canten cançons, recollint d’aquesta manera la melodia, el ritme i l’harmonia. Les cançons estan organitzades per objectius pedagògics. Finalment, entra en jo o el moviment, que requereix més moviment físic i menys concentració. Amb aquests exercicis desenvolupem el sentit del tempo i del caràcter.